# Bilung (Titel)
Bilung ist ein Titel der traditionellen, weiblichen Clanchefs von Koror in Palau. Das männliche Pendant dazu ist Ibedul. Seit 1975 führt Gloria Salii diesen Titel. Durch ihre brüske Art hat sie verschiedene Kontroversen ausgelöst. Unter anderem hat sie als Clanchefin Geldbußen verhängt.